# Russlandfeldzug Karls XII.
1. Phase: Schwedische Dominanz (1700–1709)
Dänischer Kriegsschauplatz (1700)
Humlebæk • Tönning I 
Livländ./ Estnischer Kriegsschauplatz (1700–1708)
Riga I • Jungfernhof • Varja • Pühhajoggi • Narva • Petschora • Düna • Rauge • Erastfer • Hummelshof • Embach • Tartu • Narva II • Wesenberg I • Wesenberg II
Ingermanländ./ Finnischer Kriegsschauplatz (ab 1701)
Archangelsk • Ladogasee • Nöteborg • Nyenschanz • Newa • Systerbäck • Petersburg • Wyborg I • Porvoo • Newa II • Koporje II • Kolkanpää
Litauisch-weißrussischer Kriegsschauplatz (1702–1706)
Vilnius • Saladen • Jakobstadt • Gemauerthof • Mitau • Grodno I • Olkieniki • Njaswisch • Klezk • Ljachawitschy
Polnischer Kriegsschauplatz (1702–1706)
Klissow • Pułtusk • Thorn • Lemberg • Warschau • Posen • Punitz • Tillendorf • Rakowitz • Praga • Fraustadt • Kalisch 
Russischer Kriegsschauplatz (1708–1709)
Grodno II • Golowtschin • Moljatitschi • Rajowka • Lesnaja • Desna • Baturyn • Koniecpol • Weprik • Opischnja • Krasnokutsk • Sokolki • Poltawa I • Poltawa II
2. Phase: Schweden in der Defensive (1710–1721)
Baltischer und Finnischer Kriegsschauplatz (bis 1714)
Riga II • Wyborg II • Pernau • Kexholm • Reval • Hogland • Pälkäne • Storkyro • Nyslott • Hanko 
Schwed./Norwegischer Kriegsschauplatz (1710–1721)
Helsingborg • Køge-Bucht • Bottnischer Meerbusen • Frederikshald I • Dynekilen-Fjord • Göteborg I • Strömstad • Trondheim • Frederikshald II • Marstrand • Ösel • Göteborg II • Södra Stäket • Grönham • Sundsvall
Norddeutscher Kriegsschauplatz (1711–1716)
Elbing • Wismar I • Lübow • Stralsund I • Greifswalder Bodden I • Stade • Rügen • Gadebusch • Altona • Tönning II • Stettin • Fehmarn • Wismar II • Stralsund II • Jasmund • Peenemünde • Greifswalder Bodden II • Stresow 
Der Russlandfeldzug Karls XII. vom 28. Januar (greg.) 1708 bis zum 21. Juli (greg.) 1709 im Großen Nordischen Krieg, war der gescheiterte Versuch des schwedischen Königs Karl XII., Moskau zu erobern und Russland den Frieden zu diktieren. Stattdessen verloren die Schweden die entscheidende Schlacht bei Poltawa in der Ukraine und die weitere Initiative im Krieg, den Schweden schließlich bis 1721 vollständig verlor.

## Vorgeschichte

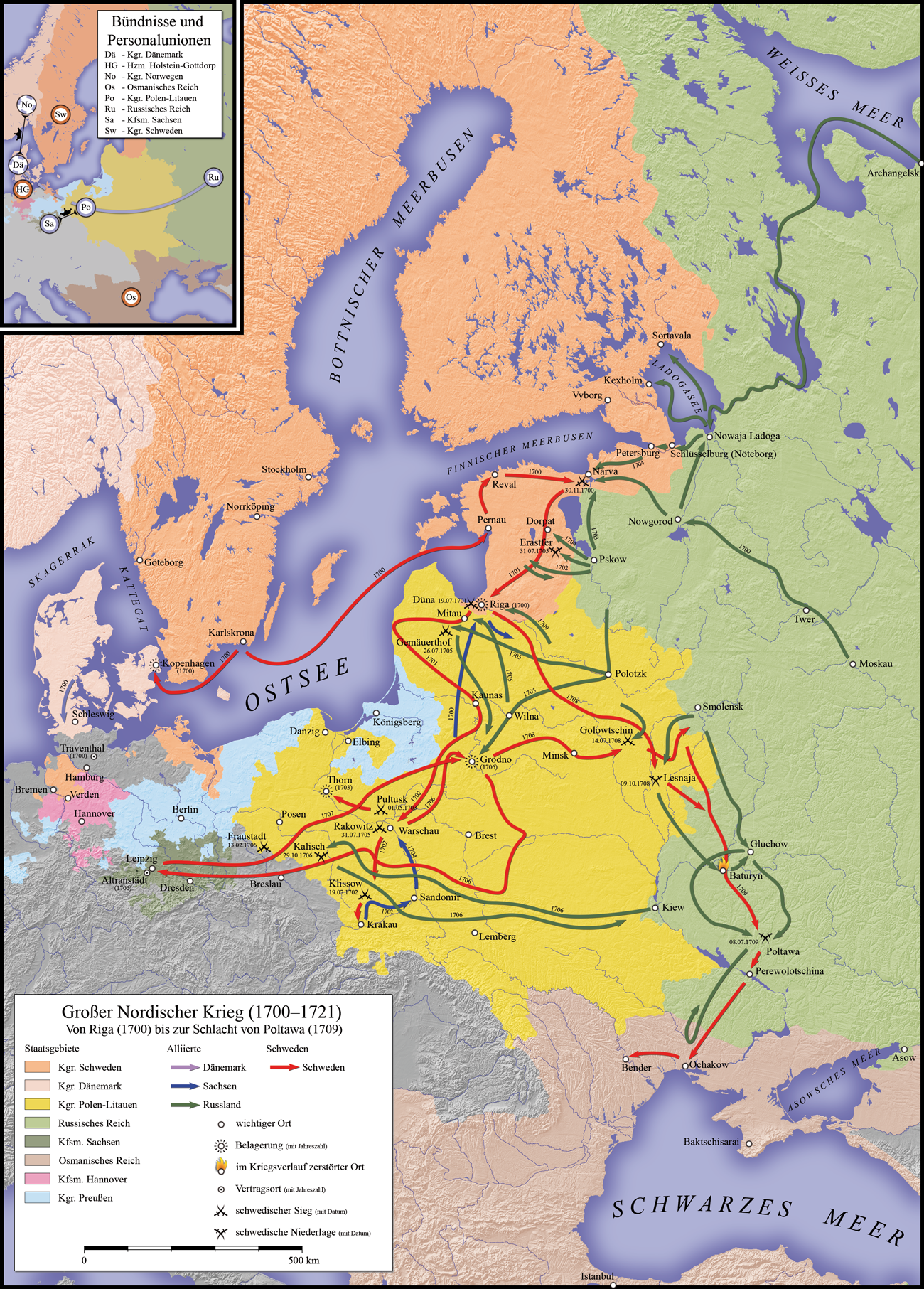
Darstellung der Feldzüge während der ersten Phase des Krieges vom Kriegsausbruch 1700 bis zur Kriegswende infolge der Schlacht bei Poltawa im Juli 1709

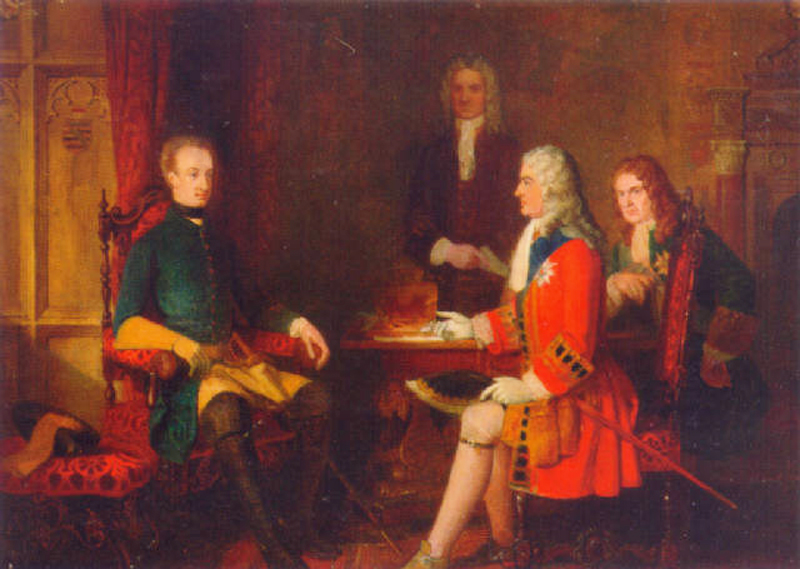
Karl XII. empfängt John Churchill, 1. Duke of Marlborough in Sachsen zur Absprache der weiteren schwedischen Operationen in Europa

Mit dem Frieden von Altranstädt war es Karl XII. nach sechs langen Kriegsjahren gelungen, August II. zum Verzicht auf den polnischen Thron zu bewegen. Der Erfolg wurde jedoch dadurch getrübt, dass sich inzwischen die schwedischen Ostseeprovinzen mehrheitlich in russischem Besitz befanden. Überdies war 1706 eine russische Armee in Westpolen einmarschiert und hielt es besetzt (vgl. Blockade von Grodno). Während seines Marsches nach Sachsen hatte Karl den besorgten westeuropäischen Großmächten zugesagt, sich mit seiner Armee nicht in den Spanischen Erbfolgekrieg einzumischen, sondern wieder dem Osten zuzuwenden. Zar Peter, der letzte Gegner Karls, sollte deshalb durch einen direkten Feldzug auf seine Hauptstadt Moskau ausgeschaltet werden. Das internationale Ansehen Russlands war nach dem Frieden von Altranstädt auf einen Tiefpunkt gesunken. Aus Moskau berichtete der englische Gesandte Whitworth von den russischen Bemühungen um die Befestigung der Stadt. Unter westeuropäischen Politikern war die Ansicht vertreten, dass es sich nur um eine Frage der Zeit handeln würde, bis Russland kapituliert.
Die Hauptziele Karls nach dem Frieden von Altranstädt waren, die besetzten Gebiete in den schwedischen Ostseeprovinzen zu befreien und einen dauerhaften Frieden zu schließen, der die Großmachtstellung Schwedens sicherte. Zudem wollte er Peter entthronen und in Moskau den Frieden diktieren. Daher lehnte er im Februar, Juni und August 1707 in Altranstädt mehrere Friedensangebote des Zaren ab, weil er sie für ein Täuschungsmanöver hielt. Tatsächlich war Russland friedensbereit und hätte sich mit Ingermanland zufriedengegeben. Versuche, die Höfe in Wien, London oder Berlin um eine Vermittlung zu gewinnen, blieben ohne spürbares Echo, denn dort war man nicht an einer Beendigung des Krieges im Norden interessiert, weil eine Einmischung Schwedens an der Seite Frankreichs in den Spanischen Erbfolgekrieg befürchtet wurde. So wurde Russland die Fortsetzung des Krieges aufgezwungen.
Das russische Armeekommando traf bereits zu Anfang 1706 Vorbereitungen für den Fall einer schwedischen Invasion Russlands. Am 22. Januar 1706 diskutierten die russischen Generäle in Grodno die Handlungsmöglichkeiten in solch einem Fall. In Abstimmung mit Peter ergab sich eine Ermattungsstrategie des Gegners, die vorsah, einem Kampf lange auszuweichen, auf dem Rückzugsweg das Land zu verwüsten und dem Gegner die Versorgungsgrundlage zu entziehen. Dieses Muster bildete fortan die Grundlage der russischen Verteidigungsstrategie. In den Festungen wurden die Garnisonen verstärkt und Vorräte für eine lange Verteidigung eingelagert. Solche Vorkehrungen betrafen einen 200 Kilometer breiten Streifen entlang der russischen Westgrenze.
Karl XII. hoffte, seine Kriegsziele zu erreichen, ohne die schwedischen Ostseeprovinzen in ein Schlachtfeld zu verwandeln. Aus diesem Grund wurde ein Vormarsch auf St. Petersburg von vornherein ausgeschlossen. Stattdessen wollte Karl die russische Armee aus Polen herausmanövrieren, um weitere Verheerungen des nun mit Schweden verbündeten Landes zu vermeiden. Von der russischen Grenze sollte dann das schwedische Heer direkt gegen Moskau vorrücken, während zur gleichen Zeit die verbündeten Osmanen einen Angriff an der russischen Südgrenze vortrugen.

## Truppenstärke
1708 standen 77.000 Schweden für die Invasion Russlands bereit von denen 33.000 Mann direkt als Teil der Hauptarmee unter Kommando von Karl XII. bei Grodno standen. 22.000 Schweden standen unter Kommando von Adam Ludwig Lewenhaupt in Schwedisch-Livland, 14.000 Mann gehörten zur Finnischen Armee unter Georg Lybecker und 8000 Schweden verblieben zur Sicherung in Polen unter Ernst Detlof von Krassow. Dazu kommen noch 20.000 Polen unter Stanisław I. die Polen decken sollten.
Die Gesamtstärke der für die Abwehr der Schweden zur Verfügung stehenden Truppen auf russischer Seite betrug 192.000 Mann. 121.000 Mann davon gehörten zur russischen Armee, von denen sich 57.000 Mann unter Kommando von Peter I. als Bestandteil der eigentlichen Hauptarmee befanden und zwischen Sewerien und Smolensk stationiert waren. 24.500 Russen waren unter Kommando von Fjodor Matwejewitsch Apraxin in Ingermanland stationiert. 16.000 Mann lagen bei Dorpat in Livland unter Kommando von Christian Felix Bauer. 12.000 Russen standen bei Kiew unter Kommando von Michail Michailowitsch Golizyn und 11.000 Mann lagen vor Moskau. Weitere 12.000 Mann kamen bei der Niederschlagung des Bulawin-Aufstands zum Einsatz und wurden erst zum Ende des Feldzugs gegen die Schweden eingesetzt. Dazu kamen noch 35.000 bis 40.000 Kosaken und 10.000 Kalmückische Truppen unter Ayuki. 23.500 Polen unter Adam Mikołaj Sieniawski standen in Polen bereit. Peter war es damit gelungen in allen wichtigen Regionen eine zahlenmäßige Überlegenheit aufzubauen. Der Zar konnte Verluste durch Rekrutierungen jederzeit ersetzen. Karl XII. war jedoch von seiner Basis abgeschnitten. Nachschub aus Schweden oder Polen erreichte ihn nur schwerlich.

## Oberkommando der Kriegsparteien
| Oberkommando der schwedischen Armee | Oberkommando der russischen Armee           |
| ----------------------------------- | ------------------------------------------- |
| Carl Gustaf Rehnskiöld              | Alexander Danilowitsch Menschikow           |
| Adam Ludwig Lewenhaupt              | Boris Petrowitsch Scheremetew               |
| Carl Gustaf Roos                    | Anikita Iwanowitsch Repnin                  |
| Axel Gyllenkrok                     | Ludwig Nikolaus von Hallart                 |
| Hugo Johan Hamilton                 | Carl Ewald von Rönne                        |
| Axel Sparre                         | Michail Michailowitsch Golizyn (der Ältere) |
| Carl Gustaf Creutz                  | Jacob Daniel Bruce                          |
| Berndt Otto I. von Stackelberg      | Christian Felix Bauer                       |

## Verlauf

### Vormarsch der Schweden nach Russland
Im September 1707 begann der lange vorbereitete Feldzug gegen Russland. Die schwedische Hauptarmee bestand aus 36.000 erfahrenen und ausgeruhten Soldaten, neu eingekleidet und mit neuen Waffen ausgerüstet. Die schwedische Kriegskasse war um mehrere Millionen Taler angewachsen. Der Vormarsch sollte auf direktem Weg über Smolensk erfolgen. Auf russischer Seite hoffte man, dass die immer noch in Polen stehende Armee Menschikows den Vormarsch Karls lange genug aufhalten könnte, bis Zar Peter die Verteidigung entlang der russischen Grenze organisiert hatte. Polen zu halten, war jedoch nicht beabsichtigt. Stattdessen sollte die sich zurückziehende russische Armee Menschikows die Politik der verbrannten Erde anwenden und so der vorstoßenden schwedischen Armee die Versorgungsgrundlage entziehen. Am 7. September 1707 überschritt diese bei Steinau an der Oder die polnische Grenze. Die Armee Menschikows ging einer Schlacht aus dem Weg und zog sich aus dem westlichen Teil Polens in Richtung Osten hinter die Weichsel zurück. Auf dem Rückzug ließ Menschikow Dörfer entlang des Weges verbrennen, Brunnen vergiften und alle Vorratslager vernichten. Ende Oktober 1707 ließ Karl wegen der im Herbst beginnenden Schlammperiode seine Armee östlich von Posen halten, wo neue Rekruten die schwedischen Streitkräfte auf eine Stärke von 44.000 Mann vergrößerten. Nachdem der Frost die Wege wieder passierbar gemacht hatte und die Flüsse zugefroren waren, überquerte das schwedische Heer nach viermonatiger Ruhepause in den letzten Tagen des Jahres 1707 die zugefrorene Weichsel. Menschikow ging auch jetzt einer Konfrontation aus dem Weg und zog sich weiter zurück. Anstatt der von der russischen Armee verwüsteten Spur zu folgen, marschierten die Schweden durch das als unpassierbar geltende Masuren, wodurch sie die vorbereiteten Verteidigungslinien der Russen umgingen.

### Der direkte Vormarsch auf Moskau scheitert

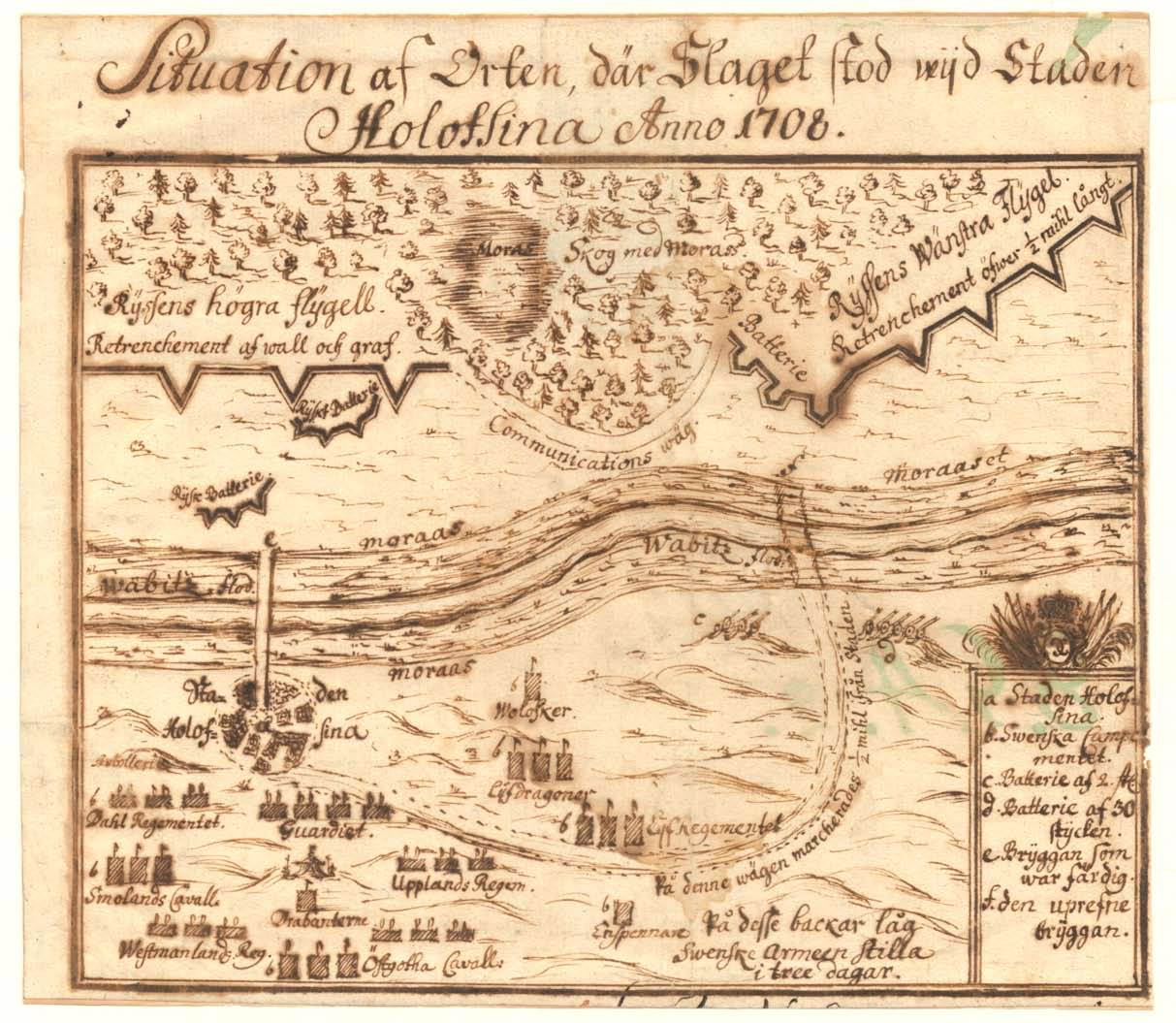
Schwedischer Schlachtplan von der Schlacht von Golowtschin am 14. Juli 1708

Mitte Januar 1708 ließ die schwedische Armee Masuren hinter sich und erreichte am 28. Januar 1708 Grodno. Zar Peter, der sich unweit der Stadt mit Menschikow traf, hielt die Stärke der russischen Armee für zu gering, um dort die schwedische Armee aufhalten zu können, und befahl den weiteren Rückzug zur litauisch-russischen Grenze. Der schwedische Vormarsch dauerte bis Anfang Februar an, bis das Heer Karls XII. bei der litauischen Stadt Smorgon die Winterlager bezog. Während dieses Aufenthaltes traf sich Karl mit General Lewenhaupt. Die Auswirkungen der russischen Taktik machten sich bereits durch Versorgungsmängel bemerkbar, die den weiteren Vorstoß gefährdeten. So vereinbarten Karl und Lewenhaupt, dass letzterer mit der 12.000 Mann starken livländischen Armee und einem Versorgungszug erst Mitte des Jahres zum Hauptheer Karls stoßen sollte. Die Verpflegungsengpässe zwangen das schwedische Heer, Mitte März nach Radovskoviche nahe Minsk zu ziehen, wo die Versorgungslage weniger prekär war. Die Armee blieb dort für weitere drei Monate, um sich auf den bevorstehenden Feldzug vorzubereiten. Um den polnischen König Stanislaus I. Leszczyński während der Abwesenheit Karls zu unterstützen, wurden 5.000 Mann abgestellt und zurückgeschickt, so dass sich die Armee auf 38.000 Mann verringerte. Die schwedische Armee verteilte sich nun zwischen Grodno und Radovskoviche, während sich das 50.000 Mann starke russische Heer entlang der Linie Polozk an der Düna bis Mogilew am Dnepr aufgestellt hatte. Neben dem Schutz Moskaus durch Scheremetew suchte das russische Heer auch einer möglichen Bedrohung St. Petersburgs zu begegnen, was zu einer größeren Zergliederung der Kräfte führte. Einen Vorschlag seines Beraters Carl Piper, den weiteren Vormarsch auf St. Petersburg zu richten und damit die livländischen Provinzen zu sichern, lehnte Karl ab und entschied sich, den Marsch auf Moskau fortzusetzen. Nach dem Beginn des Sommerfeldzugs am 1. Juni setzte das schwedische Heer am 18. Juni über die Beresina. Die russischen Kräfte konnten sich einem Umgehungsversuch der Schweden entziehen und zogen sich hinter die nächste Flussbarriere, den Drut, zurück. Am 30. Juni erreichte Karl nahe dem Dorf Halowchyn die Vabitch, einen Seitenarm des Druts. Dort befand sich die Hauptverteidigungslinie der russischen Armee, und es kam zum Kampf. In der Schlacht von Golowtschin schlugen die Schweden am 14. Juli 1708 die 39.000 Mann starke russische Armee unter Scheremetew, der seine Truppen jedoch in guter Ordnung zurückziehen konnte. Der Sieg wird als Pyrrhussieg der Schweden eingestuft, da viele der 1.000 Verwundeten aufgrund mangelhafter medizinischer Versorgung starben. Die Schlacht selbst war nicht kriegsentscheidend, obwohl die Schweden die nord-südlichen Flussbarrieren überwinden konnten und der Weg nach Moskau offen war. Am 7. Juli erreichten die Schweden Mogilew am Dnepr, wo sie die nächsten vier Wochen blieben.
Um die Ankunft General Lewenhaupts mit der Verstärkung aus Livland und den dringend benötigten Versorgungszügen abzuwarten, ließ Karl den Vormarsch der schwedischen Hauptarmee bei Mogilew stoppen.
Lewenhaupt war tatsächlich Ende Juni mit 13.000 Mann Verstärkung und 16 Kanonen von Riga aus aufgebrochen, doch verzögerte schlechtes Wetter seinen Vormarsch. Als das schwedische Hauptheer in der ersten Augustwoche den Dnjepr überschritt, war die Armee Lewenhaupts immer noch nicht eingetroffen. Karl marschierte nun nach Südosten, um die Aufmerksamkeit der Russen auf sich zu ziehen und das Versorgungsheer vor einem Angriff zu schützen. Am 21. August erreichten die Schweden Chemikow am Fluss Sosch, wo sie eine weitere Woche innehielten. Als Karl am 23. August seinen Vorstoß wieder nach Norden richtete, war der Weg nach Smolensk frei, da Peter I. wegen dieses Vorstoßes seine Position bei Horki verlassen hatte und ihm gefolgt war.
Peter I. musste seine Truppen erneut nach Norden marschieren lassen, um den schwedischen Vormarsch zu blockieren. Als die Schweden Malatitze erreichten, fanden sie eine beträchtliche Anzahl russischer Armeekräfte vor sich, die den Weg nach Smolensk versperrten. In dem folgenden Gefecht verloren die Russen und mussten mit 700 Toten im Vergleich zu den 300 Toten der Schweden erneut höhere Verluste einstecken. Ein mögliches Gefecht mit der russischen Hauptarmee kam nicht zustande, weil sich die Russen zurückzogen, als Karl Verstärkung heranzog. Das Treffen bei Malatitze war dennoch von Bedeutung, weil die Russen dort endlich ihre gewachsene Moral und ihr Können im Kampf unter Beweis stellten. Die Truppen des Zaren hatten inzwischen mindestens das Niveau der Sachsen erreicht, wie ein schwedischer Kommandeur nach dem Gefecht notierte:

„Die Schweden müssen den Moskowitern zugestehen, dass sie ihre Lektion gelernt haben, viel besser als sie es in den Schlachten bei Narwa oder Fraustadt getan haben und dass sie hinsichtlich Disziplin und Mut den Sachsen ebenbürtig, wenn nicht sogar überlegen sind“

### Die schwedische Versorgungsarmee wird vernichtet

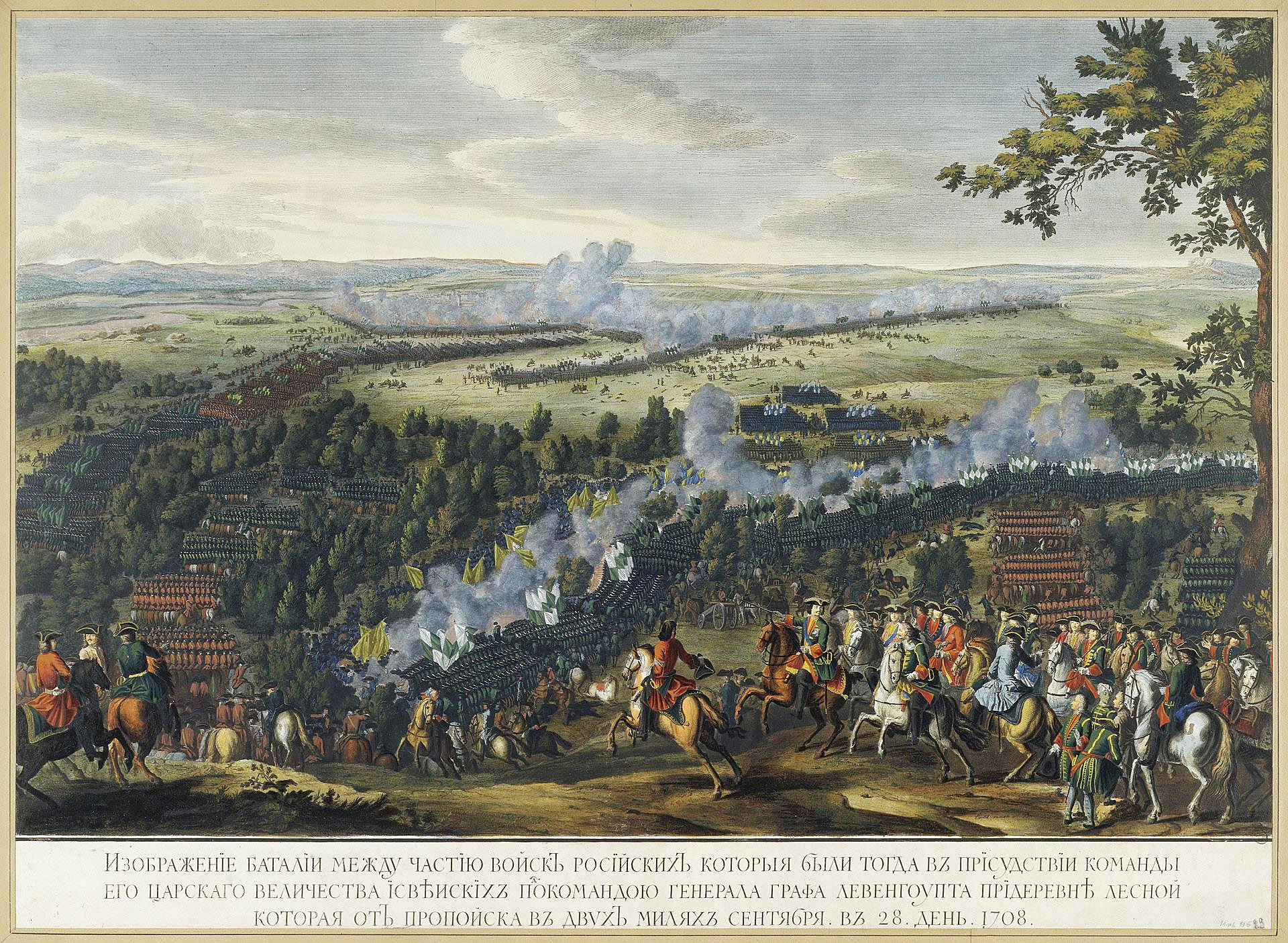
Darstellung der Schlacht bei Lesnaja beim Dorf Lesnaja

Peter behielt seine Strategie bei, sich keiner Entscheidungsschlacht zu stellen; seine Armee zog sich in die Wälder zurück. Am 4. September setzte Karl seinen Vormarsch fort und erreichte Tatarsk und Starishi. Dort musste er sich jedoch seine ausweglose Situation eingestehen, als die Versorgung mit Nahrungsmitteln einen kritischen Punkt erreichte und Späher berichteten, dass vor ihnen nichts als verwüstetes Land lag. Die Desertionen stiegen an, und Nachrichten von Lewenhaupts Versorgungskolonne lagen immer noch nicht vor. Schließlich entschied sich der schwedische König, den Marsch auf Moskau abzubrechen. Sein Hauptziel war nun, seine Armee am Leben zu erhalten, und so schwenkte er am 15. September nach Süden in die noch nicht verwüsteten Regionen.
Als Karl Mitte September Tatarsk verließ, war die Versorgungsarmee Lewenhaupts noch 80 Meilen von der schwedischen Hauptarmee entfernt. Peter plante, die Lücke zwischen beiden Heeren zu nutzen, und übertrug General Scheremetew das Kommando über die russische Hauptarmee, die der Armee Karls folgen sollte. Zusammen mit seinem engsten Vertrauten Menschikow, den er nach dem Sieg von Kalisch zum Herzog von Ingermanland erhoben hatte, übernahm der Zar selbst das Kommando über zehn Bataillone seiner erfahrensten Infanterie, zehn Dragonerregimenter und vier Batterien berittener Artillerie, zusammen 11.625 Mann. Lewenhaupts Truppe bestand aus 7.500 Mann Infanterie und 5.000 Reitern, die einen Versorgungszug mit fast 1.000 Wagen begleiteten. Am 18. September erreichte Lewenhaupt den Dnepr. Der Übergang über den Fluss zog sich über eine ganze Woche hin, in der sich die Russen den Schweden näherten, um schließlich die Verfolgung aufzunehmen. Am 27. September wurden die Schweden beim Dorf Lesnaja eingeholt. In der Schlacht bei Lesnaja verloren sie ihren gesamten Versorgungszug, außerdem 607 Reiter, 751 Dragoner und 4449 Mann Infanterie, von denen 3000 Mann gefangen genommen wurden. Lewenhaupt führte die verbliebenen Reste zehn Tage später zur schwedischen Hauptarmee, und so erhielt der König am 6. Oktober eine ganz andere Nachricht von seinem Versorgungszug, als er gehofft hatte.
Fernab davon konnte zur gleichen Zeit ein weiterer schwedischer Vorstoß von russischen Kräften abgeschlagen werden. Eine schwedische Streitkraft von 12.000 Mann sollte Ingermanland von Finnland aus erobern und die neue russische Stadt Sankt Petersburg niederbrennen. Aufgrund der starken Verteidigung der Stadt mussten die Schweden den Plan jedoch aufgeben und unter Verlust von 3000 Mann den Rückzug nach Wyborg antreten.

### KarlXII. weicht nach Süden in die Ukraine aus

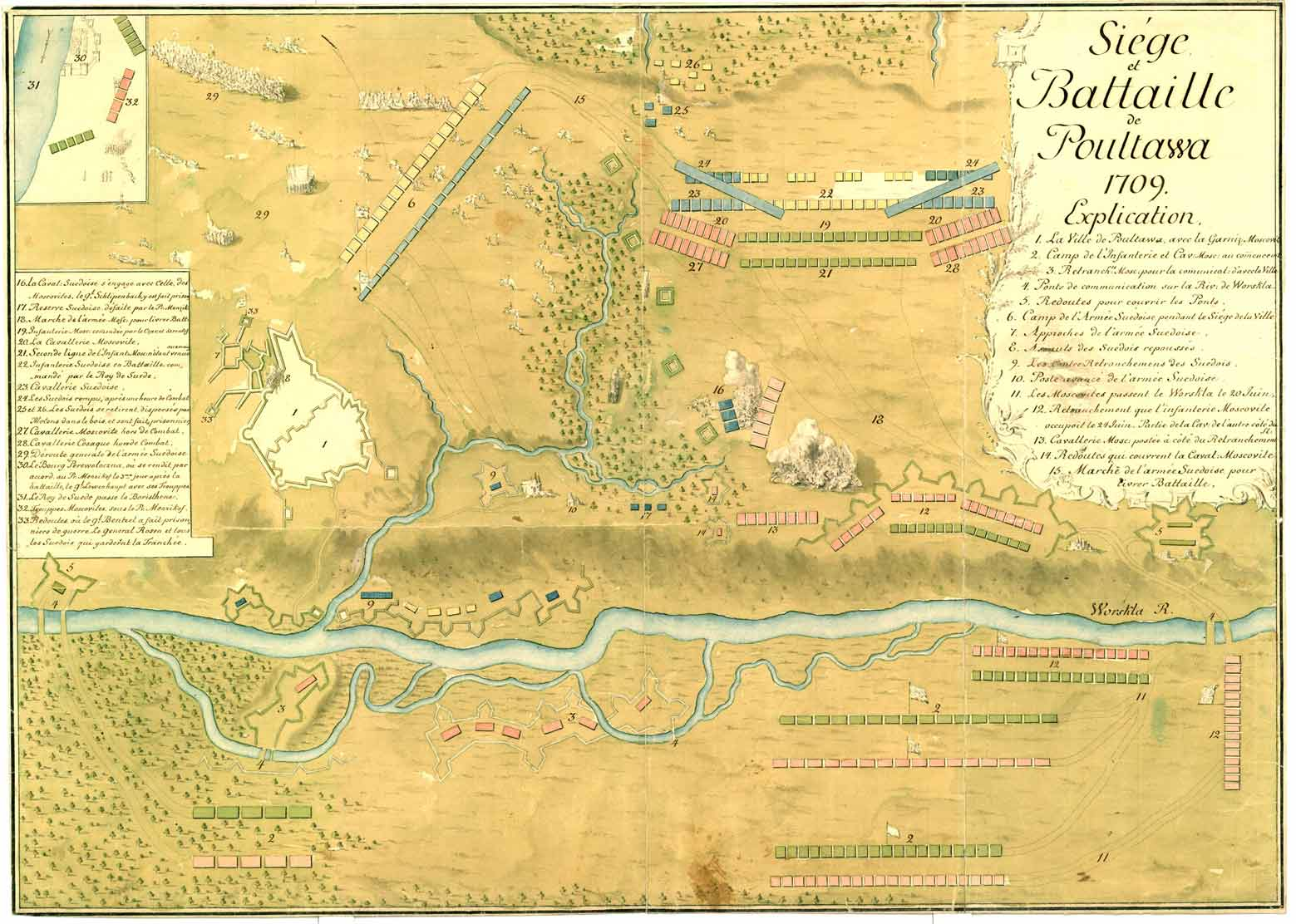
Karte der Schlacht bei Poltawa, mit französischem Kommentar; Militärarchiv von Schweden, Stockholm

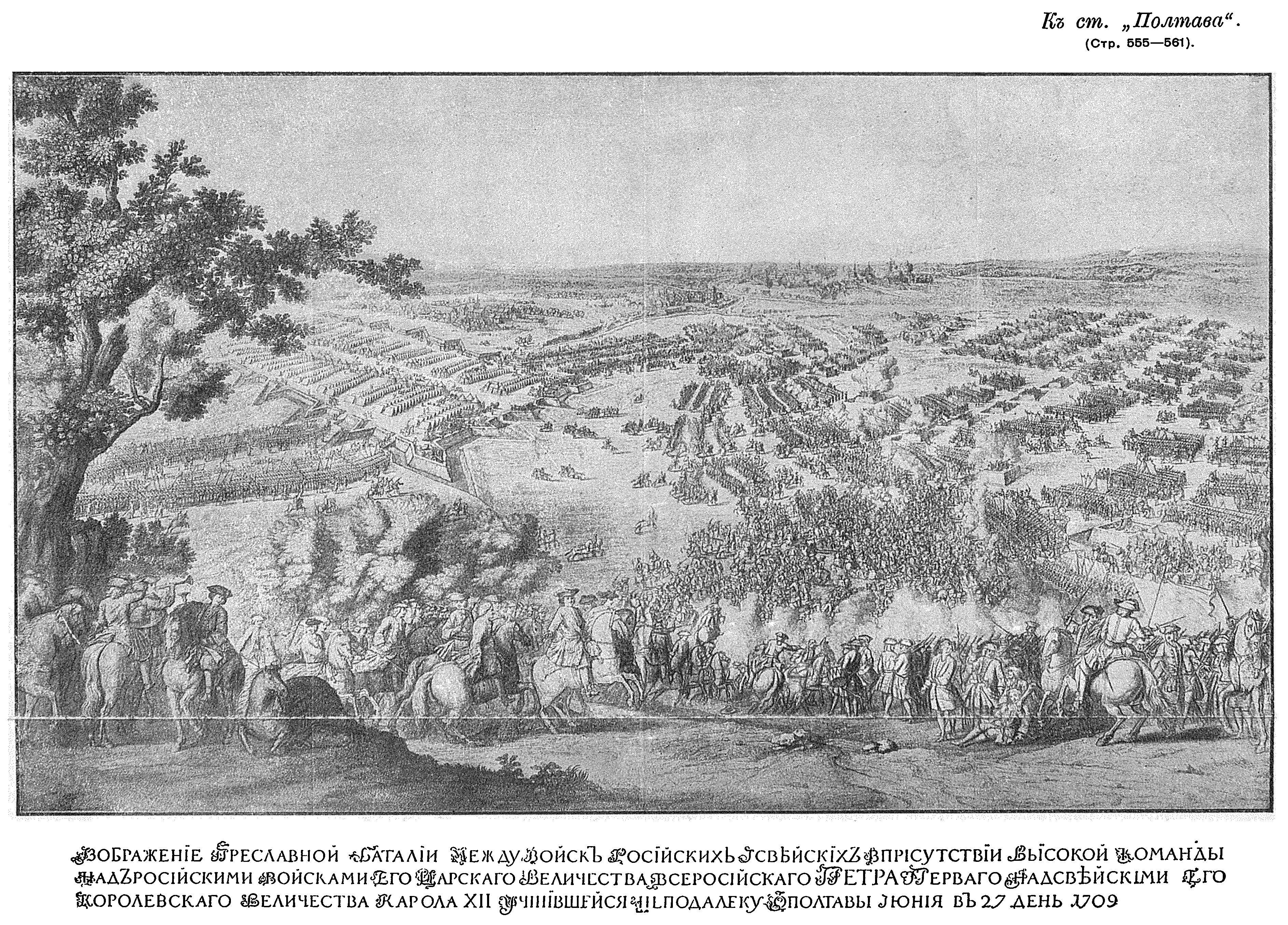
Darstellung der berühmten Schlacht zwischen den russischen und schwedischen Heeren nahe Poltawa am 27. Juni 1709

Das Ziel Karls XII., von Sewerien aus entlang der Straße von Kaluga nach Moskau zu marschieren, sobald sich die Versorgungslage des Heeres verbessert hätte, war durch das Desaster bei Lesnaja nicht mehr erreichbar. Karl nahm daher Zuflucht zu einer neuen Strategie: Er war bereits seit längerem in Kontakt mit dem Hetman der ukrainischen Kosaken, Iwan Masepa. Im Dongebiet war im Herbst 1707 der Bulawin-Aufstand der Kosaken und Bauern ausgebrochen, der sich gegen die Zarenherrschaft richtete und von Peter I. rigoros niedergeschlagen wurde. Masepa war beim Zaren in Ungnade gefallen; er betrachtete dies als einen Verstoß Russlands gegen den Vertrag von Perejaslaw. Seitdem suchte er einen Weg, die Ukraine aus der russischen Umklammerung zu lösen. Dazu versprach er dem Schwedenkönig, dass er ihn mit einer 100.000 Mann starken Armee unterstützen würde, wenn die Schweden in die Ukraine vorrückten. Karl XII. marschierte daraufhin gegen den Rat seiner Generäle in die Ukraine. Doch die erwartete Verstärkung durch die Kosaken blieb aus; die Russen hatten eine Armee unter General Menschikow entsandt, dessen Truppen Masepas Hauptstadt Baturyn besetzten und ohne Federlesen viele seiner Unterstützer töteten, wobei auch 6000 bis 7500 Opfer unter der Zivilbevölkerung zu beklagen waren. So konnte Masepa nur einen kleinen Teil der versprochenen Männer bereitstellen, zunächst 3.000, später 15.000 Mann. Am 21. November 1708 verloren die pro-schwedischen polnischen Truppen unter König Stanislaus I. Leszczyński gegen eine pro-russische Armee in der Schlacht bei Koniecpol in Polen. Damit wurde eine weitere Unterstützungsmöglichkeit Karls XII. durch polnische Einheiten erfolgreich verhindert. Karl verbrachte den Winter in der Ukraine, immer noch zuversichtlich, seine Ziele im nächsten Jahr zu erreichen. Am 23. Dezember stellte sich ein russisches Bataillon bei Weprik am Psel, das den Angreifern bis zum 7. Januar standhalten konnte, den Schweden entgegen. Die schweren Verluste bei der Belagerung und Erstürmung von Weprik konnte der schwedische König nur schwer ausgleichen.
Außerdem konnte er sich nicht mehr nach Polen zurückziehen. In seinem Rücken hatten sich bereits zwei russische Armeekorps formiert und verfolgten den Schwedenkönig. Von Januar bis Februar 1709 fanden kleinere Gefechte zwischen den russischen und schwedischen Truppen in der Sloboda-Ukraine statt. Die Gefechte zwischen den Russen und Schweden nahmen mit fortdauernder Länge des Feldzugs stetig an Härte zu. Es wurden kaum noch Gefangene gemacht. Stattdessen wurden gefangengenommene Russen oder Schweden von ihren Kriegsgegnern getötet. Im Januar 1709 wurde das Dragonerregiment von Oberst Albedyll von 16.000 Russen, unter dem Oberbefehl von General Scheremetew, eingekesselt und fast komplett vernichtet. Nur wenige Schweden wurden am Leben gelassen. Anfang Februar brach Karl XII. mit elf Kavallerie- und zwei Infanterieregimentern von Zenkow auf und marschierte Richtung Krasnokutsk. Dort kam es zum Gefecht bei Krasnokutsk das mit einem schwedischen Sieg endete. Nach der Eroberung der Stadt Krasnokutsk wurde diese sowie einige umliegenden Dörfer von den schwedischen Truppen geplündert und abgebrannt. Der schwedische König marschierte weiter Richtung Chuchra und drang bis nach Kalomak, in der Nähe des Donez vor. Allerdings wirkte sich der Winter von 1708/09, der schwerste des Jahrhunderts, für die Schweden verheerend aus. Der Jahrtausendwinter von 1708/1709 sorgte für plötzlich eintretende Winterstürme und tiefe Fröste. Im schwedischen Armeelager starben tausende Soldaten, die meisten während der Winteroffensive. Allein in der schlimmsten Kältenacht sollen 2000 Schweden erfroren sein. Die russischen Truppen waren auf das harte Klima besser eingestellt, verließen nicht ihre Lager und erlitten dadurch weniger Kälteverluste.

### Die Katastrophe bei Poltawa
So waren zu Beginn des Frühjahrs 1709 weniger als 30.000 Mann mit wenigen Kanonen, knapp die Hälfte der schwedischen Armee, in Russland einsatzbereit. Besonders die in Deutschland angeworbenen Soldaten hatten die Kälte nicht verkraftet. Unterstützt wurden sie von den Verbänden der Saporoger Kosaken, die Zar Peter zwangen, seine Kräfte aufzuteilen. Trotz der angespannten Versorgungslage entschied sich Karl, die Stadt Poltawa zu belagern, einen Nachschubstützpunkt mit großen Vorräten an Schießpulver und anderen Versorgungsgütern. Er blockierte die Stadt Anfang April 1709 mit 8.000 seiner Soldaten, eine schnelle Kapitulation erwartend. Die russische Garnison unter Oberst A. Kelin wurde jedoch von ukrainischen Kosaken und der einheimischen Bevölkerung unterstützt und hielt 87 Tage stand. Nachdem Zar Peter die Saporoger Kosaken geschlagen hatte, wandte er sich mit seiner insgesamt 60.000 Mann starken Armee nach Poltawa, um die belagerte Stadt zu entsetzen. Sie überquerten den Fluss Worskla und errichteten einige Kilometer nördlich der Stadt ein befestigtes Lager. Als das russische Kommando von der schwierigen Lage der schwedischen Armee erfuhr, gab der Zar seine ausweichende Politik auf. Karl XII., der am 28. Junigreg. bei einer Aufklärungsaktion verwundet worden war, entschied sich, dem drohenden Angriff durch eine Attacke auf das befestigte Lager zuvorzukommen. Um alle Kräfte auf diese Aufgabe zu konzentrieren, forderte Lewenhaupt die Aufgabe der Belagerung, aber der König lehnte ab und ließ Poltawa weiter belagern. In der eigentlichen Schlacht wurden deshalb lediglich 20.000 Mann unter Feldmarschall Rehnskiöld eingesetzt. Da es an Schießpulver mangelte, mussten die Soldaten mit aufgepflanzten Bajonetten und überwiegend ungeladenen Musketen in die Schlacht gehen. Nur 4 von 32 Kanonen konnten für die Attacke eingesetzt werden. So kam es am 8. Juli 1709greg. in der Ukraine zur entscheidenden Schlacht bei Poltawa. Eine Überraschungsattacke sollte die Russen in Verwirrung und Auflösung stürzen. Doch nachdem dem schwedischen Überfall nur sehr begrenzte Erfolge beschieden waren, stellten sich die Russen zur offenen Feldschlacht, in der sie den Schweden dank ihrer Übermacht eine vernichtende Niederlage zufügten. Viele schwedische Offiziere, darunter auch Feldmarschall Rehnskiöld, gerieten in russische Gefangenschaft.

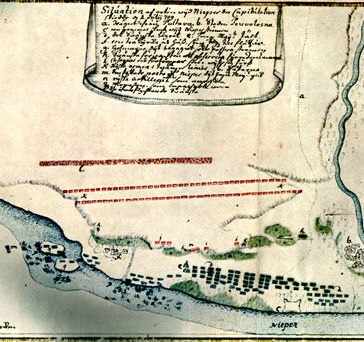
Darstellung der Situation vor der Kapitulation bei Perewolotschna am 11. Juli 1709 (Russen = rot; Schweden = blau)

Nach der Schlacht sammelte sich das zurückflutende Heer, das nur noch aus etwa 15.000 Mann und 6.000 Kosaken bestand, im Lager bei Puschkariwka. Nach einer Reorganisierung und Auffrischung sollte die Armee auf einer südlichen Rückzugslinie durch osmanisches Gebiet nach Polen zurückgeführt werden. Noch am Schlachttag marschierten die Soldaten entlang der Worskla nach Süden. Am 10. Juli traf das Heer bei Perewolotschna am Zusammenfluss von Worskla und Dnepr ein. Man musste feststellen, dass es dort weder Brücken noch Furten gab und die wenigen vorhandenen Boote nicht ausreichten, um die gesamte schwedische Armee zu evakuieren.
Das schwedische Hauptquartier beschloss nun, dass die Verwundeten sowie eine Eskorte aus Schweden und Kosaken den Dnepr überqueren und auf osmanisches Gebiet ziehen sollten. Das Heer hingegen sollte an der Worskla wieder zurückmarschieren, nach Süden zur Krim einschwenken und dort wieder zum König stoßen. In der Nacht zum 30. Junijul. / 11. Juli 1709greg. setzte der König mit Iwan Masepa, dessen Gefährten Kost Hordijenko sowie 900 Schweden und 2.000 Kosaken über den Fluss. Die Armee, die nun unter dem Befehl von General Lewenhaupt stand, bereitete den Abmarsch für den folgenden Morgen vor. Um acht Uhr traf jedoch eine russische Einheit von 6000 Dragonern und 3.000 Kalmücken unter dem noch auf dem Schlachtfeld von Poltawa zum Feldmarschall beförderten Menschikow ein. Lewenhaupt nahm sofort Verhandlungen auf und man einigte sich auf eine Kapitulation, obwohl die Schweden den gegenüberstehenden russischen Truppen zahlenmäßig um fast das Doppelte überlegen waren. Am Morgen des 30. Junijul. / 11. Juligreg. um 11 Uhr kapitulierte das schwedische Heer mit rund 14.000 Soldaten, 34 Geschützen und 264 Fahnen. Die verbliebenen Kosaken flüchteten größtenteils zu Pferde, um der Bestrafung als Verräter zu entgehen. Insgesamt gingen nach Poltawa fast 30.000 Schweden in russische Kriegsgefangenschaft, darunter 2.300 Offiziere. Nur den Vornehmsten wurde erlaubt, in Moskau zu wohnen, wie General Lewenhaupt und Staatsrat Piper, die ihre Heimat nie wiedersahen.
Die Truppen um König Karl erreichten am 17. Juli den Bug, wo der Pascha von Otschakow die Erlaubnis erteilte, das Osmanische Reich zu betreten. Eine Nachhut von 600 Mann schaffte den Übergang nicht mehr und wurde nördlich des Bug von 6.000 russischen Reitern eingeholt und niedergemacht. Damit endete der Russlandfeldzug Karls mit einer katastrophalen Niederlage, die zur entscheidenden Wende des gesamten Krieges wurde.

## Folgen

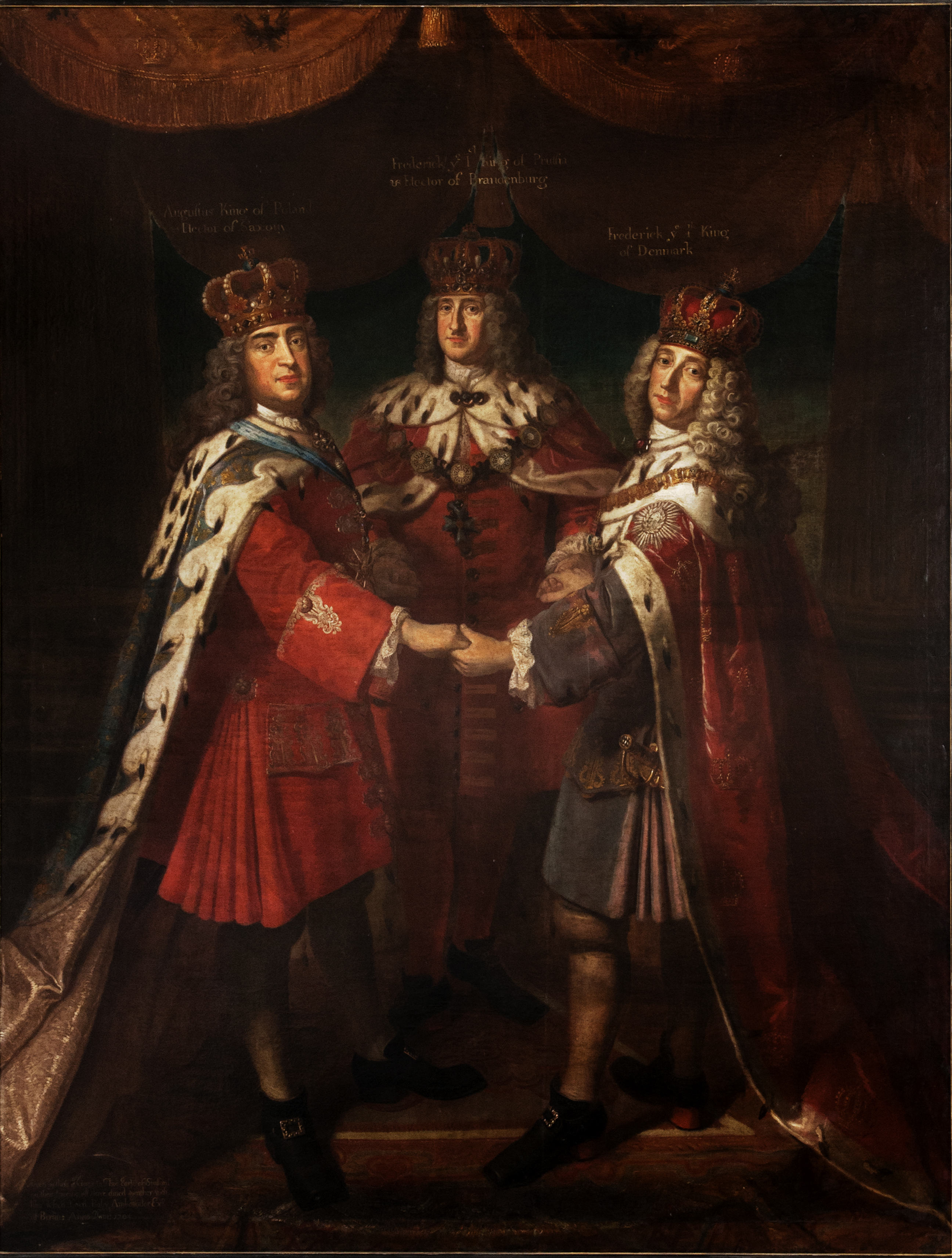
Dreikönigstreffen: Friedrich I. in Preußen (Mitte), August II. (der Starke), Kurfürst von Sachsen und zeitweilig König von Polen (links), Friedrich IV. von Dänemark (rechts)
Gemälde von Samuel Theodor Gericke, zu besichtigen im Schloss Caputh

Nach der Niederlage bei Poltawa war das schwedische Kernland weitgehend vom Schutz durch die eigenen Truppen entblößt. Zudem befand sich der schwedische König tausende Kilometer von seinem Reich entfernt. Unter diesen für sie günstigen Bedingungen erneuerten die einstigen Alliierten die alten Bündnisse. Die Siegesmeldungen erreichten durch Kuriere alle gekrönten Häupter in Europa. Für die europäische Öffentlichkeit war die Meldung vom Schlachtfeld bei Poltawa eine Nachricht, die anfangs ungläubiges Staunen hervorrief. Macht und Ansehen in Europa gingen fortan von Karl auf Peter über. Russland erschien nun als Großmacht der Zukunft und trat als ernsthafter Rivale aller europäischen Mächte hervor.
Bereits vor der Schlacht von Poltawa hatte das Kurfürstentum Sachsen am 28. Juni 1709 in Dresden seinen Bündnisvertrag mit Dänemark wieder aufleben lassen. Beim Dreikönigstreffen in Potsdam und Berlin umwarben August der Starke und der dänische Monarch Friedrich IV. im Juli 1709 zeitgleich mit der Entscheidung in der Ukraine auch den preußischen König Friedrich I., der sich jedoch aufgrund der Belastungen im Spanischen Erbfolgekrieg und in Erinnerung an frühere Neutralitätsvereinbarungen mit Schweden nicht dazu durchringen konnte, dem Bündnis beizutreten.
Nach Einmarsch der russischen Armee in Polen und Verhandlungen Peters I. mit seinem ehemaligen Bündnispartner kündigte der Kurfürst von Sachsen im August den Frieden von Altranstädt mit Schweden auf. Am 20. August 1709 marschierten erneut sächsische Truppen in Polen ein. Die schwachen schwedischen Truppen unter dem Kommando des Generals Krassow zogen sich mit 9000 Mann nach Stettin und Stralsund in Schwedisch-Pommern zurück. Der von den Schweden inthronisierte polnische König Stanislaus I. Leszczynski floh über Stettin und Kristianstad nach Stockholm. Zar Peter I. ließ die schwedischen Truppen durch eine russische Abteilung unter dem Kommando von Menschikow bis nach Pommern verfolgen. Die Rolle Polens als kriegsführende Macht hatte sich seit Kriegsbeginn immer weiter reduziert. So blieb dem Land in der Folgezeit nur eine untergeordnete Funktion, da es August II. nicht gelungen war, die Macht der Monarchie zu stärken. Die Wiedereinsetzung der Königswürde für August konnte auch nur mit russischer Hilfeleistung erfolgen. Dies war ein Symbol für die zunehmende Fremdbestimmung und Außensteuerung der polnischen Republik.
Am 7. Oktober 1709 wurde die antischwedische sächsisch-russische Allianz im Vertrag von Thorn erneuert. Bei Jarosław folgte am 10. Juni 1710 der dänisch-russische Beistandspakt. Nachdem König Karl XII. von seinem Exil im Osmanischen Reich aus erneut Friedensverhandlungen ablehnte, vereinbarten Dänemark und Russland einen Plan zur Bedrohung der schwedische Hauptstadt Stockholm, um so den Gegner zum Frieden zu zwingen. In den Folgejahren kam es jedoch lediglich auf dem Kriegsschauplatz in Norddeutschland zu gemeinsamen alliierten Aktionen, während die Kämpfe in Finnland und in der nördlichen Ostsee von Russland weitgehend allein bestritten wurden.
Nach seinem Sieg in der Schlacht bei Poltawa hält Zar Peter I. am 21. Dezember 1709 einen feierlichen Einzug nach Moskau. Zahlreiche Siegesbeuten und schwedische Kriegsgefangene werden vor der Bevölkerung zur Schau gestellt.

## Schlachten des Feldzugs
| Schlacht                             | Datum              | Schwedische Kräfte | Russische Kräfte | Schwedische Verluste                        | Russische Verluste                      | Ergebnis                       |
| ------------------------------------ | ------------------ | ------------------ | ---------------- | ------------------------------------------- | --------------------------------------- | ------------------------------ |
| Gefecht bei Grodno                   | 7. Februar 1708    | 800                | 9000             | 11 Getötete                                 | 56 Getötete                             | Schwedischer Sieg              |
| Schlacht bei Golowtschin             | 14. Juli 1708      | 12.500             | 39.000           | 265 Getötete 1028 Verwundete                | 977 Getötete 675 Verwundete             | Schwedischer Sieg              |
| Schlacht bei Moljatitschi            | 10. September 1708 | 4000               | 13.000           | 260 Getötete 750 Verwundete                 | 700 Getötete 2000 Verwundete            | Schwedischer Sieg              |
| Schlacht bei Rajowka                 | 20. September 1708 | 2400               | 10.000           | 100 Getötete                                | 375 Getötete                            | Schwedischer Sieg              |
| Schlacht bei Lesnaja                 | 9. Oktober 1708    | 11.500             | 23.076           | 6397 Getötete, Verwundete und Gefangene     | 1111 Getötete 2856 Verwundete           | Russischer Sieg                |
| Gefecht an der Desna                 | 11. November 1708  | 2000               | 4000             | 50 Getötete 150 Verwundete                  | 356 Getötete 1000 Verwundete            | Schwedischer Sieg              |
| Eroberung von Baturyn                | 13. November 1708  | 8000               | 25000            |                                             |                                         | Russischer Sieg                |
| Schlacht bei Koniecpol               | 21. November 1708  | 10.000             | 10.000           | 380 Getötete 1000 Verwundete 2000 Gefangene | 200 Getötete                            | Anti-Schwedischer Sieg         |
| Belagerung und Erstürmung von Weprik | 3. Januar 1709     | 3000               | 1500             | 400 Getötete 600 Verwundete                 | 1500 Getötete, Verwundete und Gefangene | Schwedischer Sieg              |
| Gefecht bei Opischnja                | 8. Februar 1709    | 2000               | 6000             | 19 Getötete und Verwundete                  | 450 Getötete und Verwundete             | Schwedischer Sieg              |
| Gefecht bei Krasnokutsk              | 20. Februar 1709   | 2500               | 10.000           | 132 Getötete und Verwundete                 | 1200 Getötete und Verwundete            | Schwedischer Sieg              |
| Gefecht bei Sokolki                  | 23. April 1709     | 6230               | 5000             | 290 Getötete und Verwundete                 | 60 Getötete und Verwundete              | Russischer Sieg                |
| Schlacht bei Poltawa                 | 8. Juli 1709       | 16.500             | 42.100           | 6900 Getötete/Verwundete 2800 Gefangene     | 1345 Getötete 3290 Verwundete           | Entscheidender russischer Sieg |